# Gardinia anopla
Gardinia anopla là một loài bướm đêm thuộc phân họ Arctiinae, họ Erebidae.